# ムルサル・ナビザダ
ムルサル・ナビザダ（1993年 - 2023年1月15日）は、アフガニスタンの女性政治家。

## 来歴
ナンガルハール州出身で2018年に国会議員に選出された。2021年のタリバーン攻勢によりアフガニスタン・イスラム共和国が崩壊し失職するも国に残ることを判断した。
2023年1月15日、カブールの自宅でボディーガードと共に射殺された。32歳没。